# Eadgifu d'Inghilterra
Eadgifu (o Edgiva o Ogiva, fr: Edwige) (Regno del Wessex, 902/5 – 951/3) fu, come moglie di Carlo III il Semplice, dal 918 circa regina dei Franchi occidentali sino al 922, e regina di Lotaringia fino al 923.

## Origine
Figlia del Re del Wessex, considerato anche uno dei primi re che riunì sotto il suo scettro tutti gli Anglosassoni, Edoardo il Vecchio, e della sua seconda moglie Elfleda, come riferisce Guglielmo di Malmesbury nelle sue cronache ( † 920), figlia del conte (Ealdorman of Wiltshire) Etelelmo ( † 897)  e della moglie Elswita, di cui non si conoscono gli ascendenti.

## Biografia

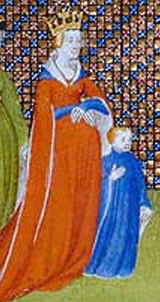
Edwige con il figlio Luigi IV

Fu la seconda moglie del re dei Franchi, Carlo il Semplice, figlio postumo del re dei Franchi occidentali ed inoltre Re di Lotaringia, Re di Provenza e Re di Aquitania, Luigi II il Balbo e della seconda moglie (come ci viene riportato dal cronista, Reginone, quando cita la morte di Luigi il Balbo) Adelaide del Friuli (850 - 902), figlia del conte di Parigi e marchese del Friuli, Adalardo. Eadgifu fu data in moglie a Carlo, nel 918 circa, dopo che era rimasto vedovo (917) della sua prima moglie, Frederuna.
Nel 922 Carlo il Semplice fu deposto e Eadgifu lo seguì in Lotaringia, ma quando l'anno dopo, il 15 giugno, fu sconfitto nelle vicinanze di Soissons, poi, secondo Rodolfo il Glabro, tradito ed imprigionato, Eadgifu, col figlioletto, Luigi, di circa due anni riparò nel Wessex, alla corte del padre, Edoardo, e dopo la sua morte alla corte del fratellastro, Atelstano, rimanendovi sino a che suo figlio, dopo la morte del re di Francia, Rodolfo, non fu richiamato in Francia, per essere incoronato, nel 936, come Luigi IV, che fu soprannominato Luigi d'Oltremare.
Ritornata in Francia, Eadgifu si ritirò nel monastero di Notre Dame a Laon, dove divenne badessa.
Eadgifu poi, secondo gli Annali di Flodoardo, abbandonò il convento di Laon nel 951, anno in cui si risposò con il futuro Conte di Meaux e di Troyes, Erberto III d'Omois (ca. 910- ca. 980), figlio del conte di Vermandois, Erberto II e di Adele (ca. 895- ca. 931, figlia di Roberto I di Francia). Il conte Erberto II di Vermandois era stato il grande nemico del primo marito, Carlo il Semplice, che da Erberto era stato tenuto prigioniero per circa sei anni, sino alla sua morte.
Secondo Flodoardo appena il figlio di Eadgifu, Luigi IV, venne a conoscenza del matrimonio, per i motivi di cui sopra, si adirò e, in quello stesso anno, le confiscò il monastero di Notre Dame di Laon, di cui era badessa, per farne dono alla propria moglie, Gerberga di Sassonia.
Di Eadgifu non si conosce la data esatta della morte, perché dopo la citazione del secondo matrimonio non vi sono altre citazioni nelle cronache.
Eadgifu fu inumata nell'Abbazia di San Medardo a Soissons.

## Figli
Eadgifu a Carlo diede un figlio:
Luigi (920-954), re di Francia.

## Ascendenza
|                         |   |                 | Genitori       |  |  | Nonni |  |  | Bisnonni             |  |  | Trisnonni          |  |
|                         |   |                 |                |  |  |       |  |  | Etelvulfo del Wessex |  |  | Egberto del Wessex |  |
|                         |   |                 |                |  |  |       |  |  | Etelvulfo del Wessex |  |  | Egberto del Wessex |  |
|                         |   | …               |                |  |  |       |  |  | Etelvulfo del Wessex |  |  |                    |  |
| Alfredo il Grande       |   |                 |                |  |  |       |  |  | Etelvulfo del Wessex |  |  |                    |  |
|                         |   | Osburga         | Oslac di Wight |  |  |       |  |  |                      |  |  |                    |  |
|                         |   | Osburga         | Oslac di Wight |  |  |       |  |  |                      |  |  |                    |  |
|                         |   | Osburga         | …              |  |  |       |  |  |                      |  |  |                    |  |
| Edoardo il Vecchio      |   | Osburga         |                |  |  |       |  |  |                      |  |  |                    |  |
|                         |   | Aethelred Mucil | …              |  |  |       |  |  |                      |  |  |                    |  |
|                         |   | Aethelred Mucil | …              |  |  |       |  |  |                      |  |  |                    |  |
|                         |   | Aethelred Mucil | …              |  |  |       |  |  |                      |  |  |                    |  |
| Ealhswith               |   | Aethelred Mucil |                |  |  |       |  |  |                      |  |  |                    |  |
|                         |   | Eadburh         | …              |  |  |       |  |  |                      |  |  |                    |  |
|                         |   | Eadburh         | …              |  |  |       |  |  |                      |  |  |                    |  |
|                         |   | Eadburh         | …              |  |  |       |  |  |                      |  |  |                    |  |
| Eadgifu d'Inghilterra   |   | Eadburh         |                |  |  |       |  |  |                      |  |  |                    |  |
|                         | … | …               |                |  |  |       |  |  |                      |  |  |                    |  |
|                         | … | …               |                |  |  |       |  |  |                      |  |  |                    |  |
|                         | … | …               |                |  |  |       |  |  |                      |  |  |                    |  |
| Aethelhelm di Wiltshire | … |                 |                |  |  |       |  |  |                      |  |  |                    |  |
|                         |   | …               | …              |  |  |       |  |  |                      |  |  |                    |  |
|                         |   | …               | …              |  |  |       |  |  |                      |  |  |                    |  |
|                         |   | …               | …              |  |  |       |  |  |                      |  |  |                    |  |
| Elfleda                 |   | …               |                |  |  |       |  |  |                      |  |  |                    |  |
|                         |   | …               | …              |  |  |       |  |  |                      |  |  |                    |  |
|                         |   | …               | …              |  |  |       |  |  |                      |  |  |                    |  |
|                         |   | …               | …              |  |  |       |  |  |                      |  |  |                    |  |
| …                       |   | …               |                |  |  |       |  |  |                      |  |  |                    |  |
|                         |   | …               | …              |  |  |       |  |  |                      |  |  |                    |  |
|                         |   | …               | …              |  |  |       |  |  |                      |  |  |                    |  |
|                         |   | …               | …              |  |  |       |  |  |                      |  |  |                    |  |
|                         |   | …               |                |  |  |       |  |  |                      |  |  |                    |  |

### Fonti primarie
- (LA)  Monumenta Germaniae Historica, Scriptores, tomus IX.
- (EN)  William of Malmesbury The History of the kings of England.
- (LA)  Liber de Hyda, Chronicles and Memorials of Great Britain and Ireland,.
- (LA)  Monumenta Germaniae Historica, Scriptores, tomus III.
- (LA)  Rodulfus Glaber Cluniacensis: Historiarum Sui Temporis Libri Quinque.
- (LA)  Monumenta Germaniae Historica, Scriptores, tomus I.

### Letteratura storiografica
- René Poupardin, I regni carolingi (840-918), in «Storia del mondo medievale», vol. II, 1979, pp. 583–635
- Louis Halphen, Francia: gli ultimi carolingi e l'ascesa di Ugo Capeto (888-987), in «Storia del mondo medievale», vol. II, 1979, pp. 635–661
- Lappenberg Johann. A History of England Under the Anglo-Saxon Kings. Ed. J. Murray, 1845
- Williams Ann, Alfred P. Smyth, D. P. Kirby. A Biographical Dictionary of Dark Age Britain: England, Scotland, and Wales. Ed. Routledge, 1991. ISBN 1-85264-047-2